# WWE Heat
WWE Heat fue un programa producido por WWE y transmitido a través de su página oficial todos los viernes por la tarde. En España fue retransmitido por Sportmanía y consistía en una serie de resúmenes breves de Raw, combinado con luchas no estelares, con la finalidad de darle fogueo, continuidad y más experiencia a todos aquellos luchadores que no aparecen con frecuencia y que no tienen un papel estelar dentro del programa Raw. La última edición de Heat trasmitida para los Estados Unidos fue en noviembre del 2007 a través de la cadena Spike TV.
Este programa servía a la WWE para ir desarrollando el talento joven, que en algún momento se convertirían en las superestrellas del futuro dentro de la empresa, para posteriormente ser movidos al roster estelar de Raw y así ocupar un papel más importante dentro de la marca. WWE Heat fue reemplazado por WWE Vintage Collection donde dan peleas clásicas de la WWE.

## Historia

### Primeros años
El programa fue originalmente introducido como WWF Sunday Night Heat y transmitido por USA Network en 1998. La duración del programa era una hora y se transmitía en vivo los domingos por la noche desde las 7 p. m.. También fue el segundo programa más importante de la WWF y servía como complemento de Monday Night Raw. Heat haría promocionales de las funciones, vignettes y acción dentro del ring como Raw, y en muchos sentidos, fue lo que SmackDown! fue para Raw desde 1999 hasta el 2002. Las luchas no estelares y estelares no fueron extrañas para Heat, apareciendo cada semana. Los storylines de las semanas anteriores tendrían progreso durante el programa, y el siguiente día Raw sería en gran medida promocionada. El programa tuvo grandes índices de audiencia para USA Network, finalizando no tan lejos de los grandes números de  Monday Night Raw.

### 1999-2002
Con la premier de SmackDown en agosto de 1999, la cobertura de Heat en favor del nuevo programa. El debut de SmackDown también llevó a que Heat fuera trasmitido antes de SmackDown! con luchas para los programas de sindicación como Jakked/Metal grabado antes de las transmisiones de Raw. Cuando SmackDown! se estrenó, también Heat empezó brevemente como un programa semanal de resumen, incluyendo ocasionalmente entrevistas y material promocional. Después de pocas semanas siguiendo el cambio de formato, Heat comenzó a transmitir luchas exclusivas de nuevo.
Ocasionalmente, ediciones especiales del programa salieron al aire en promociones de gran medida. Para el Super Bowl XXXIII en 1999, Heat salió al aire como Halftime Heat en USA Network durante el medio tiempo del Super Bowl. Estos especiales terminaron como programas que fueron movidos a MTV en el 2000. Cuando el show comenzó a transmitirse en MTV a finales del 2000, fueron transmitidos en vivo desde WWF New York. Las personalidades y ejecutantes de la WWF que aparecieron en el restaurante como Michael Cole y Tazz dieron narración a las luchas.

### 2002-2005
En el 2002, el programa regresó a su horario original de rodaje, de nuevo antes de Raw. En mayo del 2002, siguiendo el cambio de nombre de la WWF, el programa cambió su nombre, WWF Sunday Night Heat fue nombrado WWE Sunday Night Heat.
Siguiendo la extensión de marcas de la WWE en 2002, Heat comenzó a transmitir luchas y contenido de la marca Raw. En las noches de evento programadas para Pay-Per-View, Heat sirvió como un programa previo transmitiendo luchas de SmackDown también. En mayo de 2002, WWE Velocity se estrenó y reemplazó a WWE Jakked and Metal. El nuevo show se convirtió en el equivalente de Heat para SmackDown.

### 2005-2008
Heat y Velocity no fueron recogidos por USA Network cuando la WWE movió toda su programación a esta señal en octubre de 2005, dejando a los estadounidenses sin ver la programación de los fines de semana de la WWE. Para resolver este problema, la WWE decidió transmitir estos shows en su sitio web exclusivamente para la audiencia de Estados Unidos, con nuevas ediciones disponibles cada viernes en la tarde. WWE Sunday Night Heat fue renombrado a WWE Heat, debido a que este no salía al aire los domingos.
Heat siguió mostrándose internacionalmente para cumplir con los compromisos de transmisión internacionales. Cuando la WWE cambió su transmisión a alta definición en enero del 2008, la WWE usó el mismo set que usaba para Raw, SmackDown y ECW.
Después de 10 años de transmisión, el episodio final de WWE Heat fue subido el 30 de mayo del 2008. El show fue reemplazado internacionalmente con un nuevo show que incluía luchas clásicas, llamado WWE Vintage Collection.

## Luchas notables
Aunque la mayoría de los títulos cambiaron en Raw, SmackDown o en los eventos de Pay-Per-View, el WWF Championship cambió de manos en Halftime Heat, un especial transmitido durante el medio tiempo del Super Bowl XXXIII el 31 de enero de 1999 cuando Mankind derrotó a The Rock en una lucha de arena vacía para ganar el título. Este episodio especial recibió el más alto índice de audiencia del programa con 6.6
Adicionalmente, el WWF Light Heavyweight Championship cambió de manos en Heat en tres ocasiones. El primero tuvo lugar cuando Essa Rios (en su primera apariciendo con este nombre y debutando con Lita) derrotó a Gillberg. El segundo cambio se vio cuando Crash Holly derrotó a Dean Malenko el 15 de marzo del 2001. El cambio final ocurrió el 29 de abril del 2001 en una edición en vivo antes de Backlash cuando el debutante Jerry Lynn derrotó a Crash Holly.

## Comentaristas
| Comentarista      | Años activo     |
| ----------------- | --------------- |
| Shane McMahon     | 1998–1999       |
| Jim Cornette      | 1998–1999       |
| Jim Ross          | 1998, 2006      |
| Michael Cole      | 1998–2002, 2005 |
| Kevin Kelly       | 1998–2000       |
| Michael Hayes     | 1999–2002       |
| Dan Jackson       | 1999            |
| Tazz              | 2000–2002       |
| Jonathan Coachman | 2001–2007       |
| Raven             | 2002            |
| Al Snow           | 2001–2004       |
| Chris Leary       | 2001- 2002      |
| Marc Lloyd        | 2003–2005       |
| D'Lo Brown        | 2002–2003       |
| Lita              | 2002–2003       |
| Todd Grisham      | 2004–2008       |
| Ivory             | 2004–2005       |
| Joey Styles       | 2006            |
| Steve Romero      | 2006            |
| Jack Korpela      | 2007–2008       |
| Josh Mathews      | 2007–2008       |

En las noches de eventos de Pay-Per-View de 1999-2005, los comentaristas de los PPV usualmente llamada Heat en los mercados esa noche eran realizados por los de la transmisión en vivo.